# Marie-Élisabeth Cléry
Pour les articles homonymes, voir Cléry.
Marie-Élisabeth Cléry (ou Mme Duverge-Cléry, née Talvaz-Duvergé le 10 novembre 1762 à Versailles et morte le 4 août 1811 à Paris,) est une harpiste et compositrice française.

## Biographie
Marie-Élisabeth Cléry est née à Versailles dans une famille de musiciens ; son père était garçon de la musique du roi. Elle devient harpiste à la cour de Marie-Antoinette au Concert de la Reine en 1779,. Elle rencontre Jean-Baptiste Cléry à la cour et ils se marient 1782. Elle quitte son poste à la cour lorsque son mari en obtient un définitivement mais continue de jouer de son instrument ; en 1791 elle faisait partie des meilleurs harpistes de Paris.
Lorsque son mari devient le valet de chambre de Louis XVI durant sa captivité au Temple, Marie-Élisabeth Cléry loue deux chambres près du jardin de la Tour du Temple et elle joue de la musique quand la reine se promène dans ce jardin. Mais la police fait cesser ces concerts. Elle paye également un crieur des rues qui annonce les nouvelles importantes et les délibérations de la Convention, ce qui permet à Cléry de tenir le roi informé des nouvelles.

## Enfants
- Bénédicte Hanet-Cléry (1783-1856), mariée en 1809 à Aylesbury avec Edouard Gaillard, officier émigré au service du comte de Provence
- Pierre François Hanet-Cléry (1785 - mort jeune)
- Charles Hanet-Cléry (1786-1811), soldat émigré fusillé après la bataille de Zújar, en Espagne.
- Hubertine Hanet-Cléry (1787- 1858), mariée à Thomas Grem, directeur des postes à Charleville.
- Louis François Hanet-Cléry (1789-1795)

## Œuvres
- 3 Sonates pour la harpe ou pianoforte, avec accompagnement de violon, édité par Barbara Garvey Jackson, éditions ClarNan, Arkansas, v. 1988. Sonate 1 en ut majeur, Sonate 2 en mi majeur, Sonate 3 en sol majeur[7],[8].